# Lubombo
Lubombo oder Lebombo ist eine von vier Regionen in Eswatini. Sie wird überwiegend als Weide- bzw. Ackerland genutzt und ist 5.945 km² groß. Lubombo hatte 2017 gemäß Volkszählung 212.531 Einwohner. Die Hauptstadt der Region ist Siteki. Lubombo liegt im Osten von Eswatini und grenzt an die drei anderen Regionen Eswatinis, an Südafrika und im Osten an Mosambik. Seinen Namen hat die Region von den Lubombo- oder Lebombobergen.
Diese Tinkhundla liegen in der Region Lubombo:
- Dvokodvweni
- Hlane
- Lomahasha
- Lubuli
- Lugongolweni
- Matsanjeni North
- Mhlume
- Mpholonjeni
- Nkilongo
- Siphofaneni
- Sithobela

Neu seit Januar 2018:
- Gilgal (Lubombo)